# Thomas Griffin

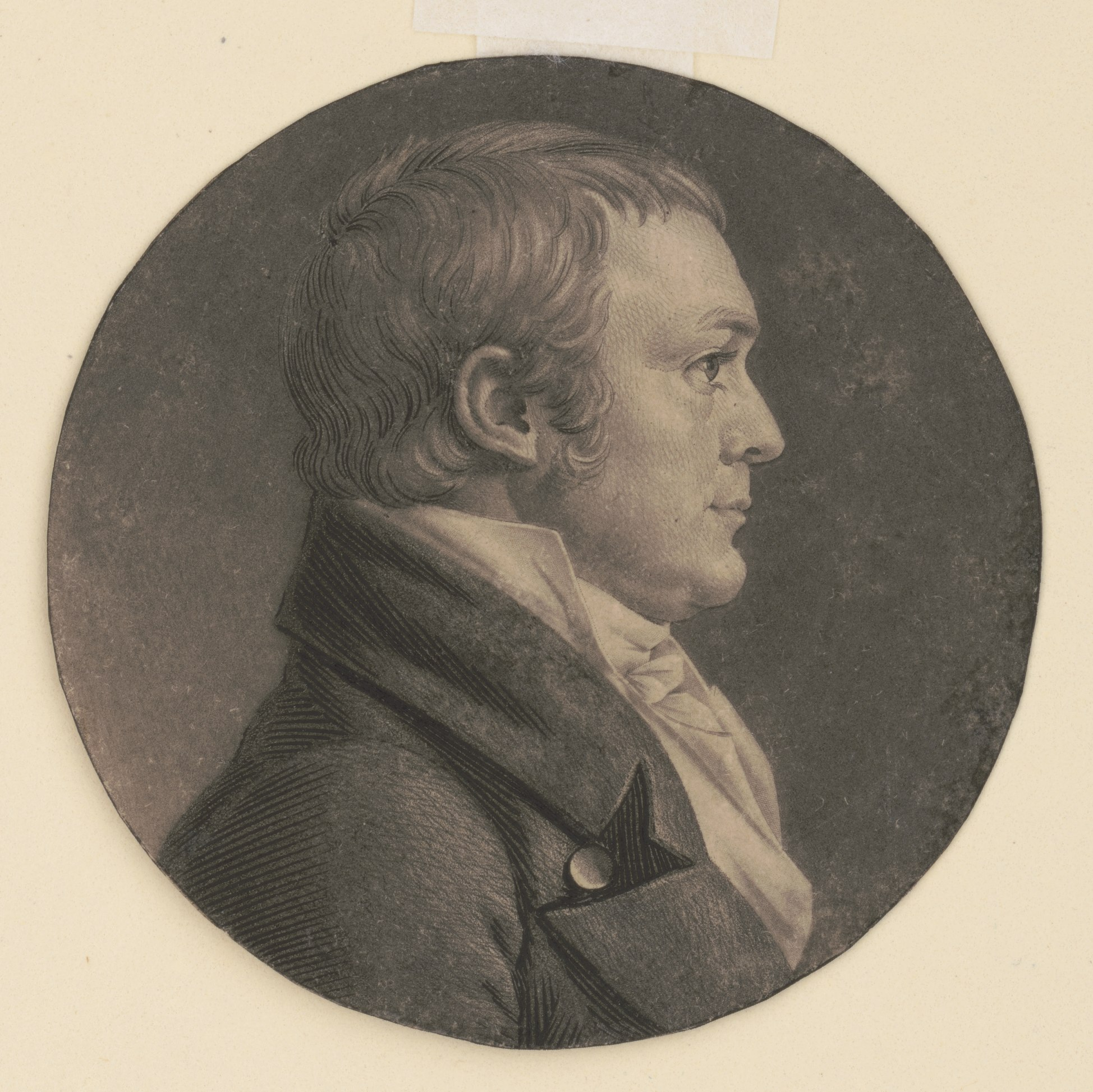
Thomas Griffin (um 1805)

Thomas Griffin (* 1773 in Yorktown, Colony of Virginia; † 7. Oktober 1837 ebenda) war ein US-amerikanischer Politiker. Zwischen 1803 und 1805 vertrat er den Bundesstaat Virginia im US-Repräsentantenhaus.

## Werdegang
Thomas Griffin genoss eine gute Schulausbildung. Nach einem anschließenden Jurastudium und seiner Zulassung als Rechtsanwalt begann er in diesem Beruf zu arbeiten. Außerdem betätigte er sich in der Landwirtschaft. Gleichzeitig schlug er eine politische Laufbahn ein. Zwischen 1793 und 1800 saß er im Abgeordnetenhaus von Virginia. Seit 1796 fungierte er als Richter. Bis 1820 arbeitete er neben seinen anderen Tätigkeiten und mit Ausnahme seiner Zeit als Kongressabgeordneter als Richter an verschiedenen Gerichten in Virginia. Politisch wurde er Mitglied der von Alexander Hamilton gegründeten Föderalistischen Partei.
Bei den Kongresswahlen des Jahres 1802 wurde Griffin im zwölften Wahlbezirk von Virginia in das US-Repräsentantenhaus in Washington, D.C. gewählt, wo er am 4. März 1803 die Nachfolge von John Stratton antrat. Bis zum 3. März 1805 konnte er eine Legislaturperiode im Kongress absolvieren. Während seiner Zeit als Abgeordneter wurde im Jahr 1803 durch den Louisiana Purchase das Staatsgebiet der Vereinigten Staaten beträchtlich erweitert. Im Jahr 1804 wurde der zwölfte Verfassungszusatz ratifiziert.
Nach dem Ende seiner Zeit im US-Repräsentantenhaus amtierte Griffin wieder als Richter. Während des Britisch-Amerikanischen Krieges war er Major der Infanterie. Zwischen 1819 und 1823 sowie nochmals von 1827 bis 1830 gehörte er erneut dem Staatsparlament von Virginia an. Er starb am 7. Oktober 1837 auf dem Anwesen The Mansion nahe Yorktown.